# منتخب جزر كوك لدوري الرغبي
منتخب جزر كوك الوطني لدوري الرغبي (بالإنجليزية: Cook Islands national rugby league team)‏ هو ممثل جزر كوك الرسمي في المنافسات الدولية في دوري الرغبي .